# HIROSHIMA BACK BEAT
HIROSHIMA BACK BEAT（ひろしまバックビート）は、広島県中区三川町にあるライブハウスである。広島BACK BEAT、広島バックビートとも表記される。略称はH-BB。

## 概要
- 2008年開館、2018年に10周年を迎えた。2階にあり、1階はラーメン屋。
- 収容人数（キャパ）はテーブルセッティングで約56席、椅子のみで約86席、スタンディングで約150名。広島最小ライブハウスをうたっている。
- ステージには65インチのモニターが3つ、ムービングライト、エアショットなどがある。
- 広島市中区薬研堀に系列店のライブハウスを建設中。収容人数は450名の予定。